# Wapen van Beets

Het wapen van Beets.

Het wapen van Beets is op 26 juni 1816 aan het dorp Beets toegekend. In 1854 kwam het dorp Schardam bij de gemeente. In 1970 is de gemeente Beets opgeheven en is het opgegaan in de gemeente Zeevang. Het wapen van Beets komt niet terug in het wapen van de gemeente Zeevang

## Blazoenering
De officiële beschrijving van het wapen van Beets luidt als volgt: "Van sijnople beladen met 3 over elkander kruisende hamers." Het schild is groen van kleur en de drie hamers, van natuurlijke kleur, kruisen elkaar. Door bruin op groen zou gedacht kunnen worden dat het wapen een raadselwapen is, maar bruin is een natuurlijke kleur zodat het wapen géén raadselwapen is.
Van dit wapen zijn ook andere varianten bekend, te weten:
- Een blauw schild met daarop hamers met een gouden handvat en zwarte koppen en onder elke hamer een gouden emmer.
- Een gouden schild met daarop drie zwarte hamers.

Beide beschrijvingen stammen uit de 18e eeuw.

## Symboliek
Voor de symboliek van de drie hamers zijn twee mogelijke verklaringen:
1. De drie hamers zouden kunnen slaan op de drie gemeenschappen binnen het gebied behorende tot Beets: Beets, Etersheim en Oosthuyzerkoog die tegen de aanleg van de Schaderdam waren. Deze dam is voor 1400 aangelegd.[2]
2. De hamers zouden symbool staan voor de scheepswerven in de gemeente Beets, nu het dorp.

Abbekerk
· Akersloot
· Andijk
· Ankeveen
· Anna Paulowna
· Assendelft
· Avenhorn
· Barsingerhorn
· Beemster
· Beets
· Bennebroek
· Berkenrode
· Berkhout
· Bijlmermeer
· Blokker
· Bovenkarspel
· Broek in Waterland
· Broek op Langedijk
· Buiksloot
· Bussum
· Callantsoog
· De Rijp
· Egmond
· Egmond aan Zee
· Egmond-Binnen
· Graft
·  Graft-De Rijp
· 's-Graveland
· Groet
· Grootebroek
· Grosthuizen
· Haarlemmerliede
· Haarlemmerliede en Spaarnwoude
· Harenkarspel
· Heerhugowaard
· Hensbroek
· Hoogkarspel
· Hoogwoud
· Ilpendam
· Jisp
· Kalslagen
· Katwoude
· Koedijk
· Koog aan de Zaan
· Kortenhoef
· Krommenie
· Kwadijk
· Langedijk
· Leimuiden
· Limmen
· Marken
· Middelie
· Midwoud
· Monnickendam
· Muiden
· Naarden
· Nederhorst den Berg
· Nibbixwoud
· Niedorp
· Nieuwe Niedorp
· Nieuwendam
· Nieuwer-Amstel
· Noord-Scharwoude
· Noorder-Koggenland
· Obdam
· Oosthuizen
· Opperdoes
· Oterleek
· Oude Niedorp
· Oudendijk
· Oudkarspel
· Oudorp
· Petten
· Ransdorp
· Schardam
· Scharwoude
· Schellingwoude
· Schellinkhout
· Schermer
· Schermerhorn
· Schoorl
· Schoten
· Sijbekarspel
· Sint Maarten
· Sint Pancras
· Sloten
· Spaarndam
· Spaarnwoude
· Spanbroek
· Twisk
· Urk
· Ursem
· Veenhuizen
· Venhuizen
· Warder
· Warmenhuizen
· Waverveen
· Weesp
· Weesperkarspel
· Wervershoof
· Wester-Koggenland
· Westwoud
· Westzaan
· Wieringen
· Wieringermeer
· Wieringerwaard
· Wijdenes
. Wijdewormer
. Wijk aan Zee en Duin
· Wimmenum
· Winkel
· Wognum
· Wormer
· Wormerveer
· Zaandam
· Zaandijk
· Zeevang
· Zijpe
· Zuid-Scharwoude
· Zuid- en Noord-Schermer
· Zwaag

Dorpswapens:
Hauwert
· Volendam
· Zwaagdijk-West